# Jo Schlesser
Joseph Théodule Marie „Jo“ Schlesser (* 18. Mai 1928 in Liouville, Frankreich; † 7. Juli 1968 beim Großen Preis von Frankreich in Rouen-les-Essarts) war ein französischer Rennfahrer, der vorwiegend Sport- und Tourenwagenrennen fuhr. Dreimal nahm er an Grand-Prix-Rennen teil, einmal startete er dabei in einem Formel-1-Wagen.

## Karriere
Schlesser nahm in den 1950er Jahren erfolgreich an Tourenwagenrennen teil, wurde 1962 französischer Meister der Formel Junior und gehörte bis zu seinem Tod zu den besten Sportwagenrennfahrern. Im Februar 1968 startete er auf einem Porsche 907 bei den 24 Stunden von Daytona und belegte mit Joe Buzzetta den dritten Platz. Beim 1000-km-Rennen von Spa-Francorchamps am 26. Mai 1968 fuhr er – ebenfalls auf Porsche 907 – mit 4:00,30 Minuten die schnellste Rennrunde und wurde mit Gerhard Mitter Zweiter der Gesamtwertung.
1966 und 1967 startete er beim Großen Preis von Deutschland in der Formel-2-Wertung. Beide Male steuerte er einen Matra MS5-Ford, 1967 war er Fahrer des Teams Ecurie Ford-France.
Beim Großen Preis von Frankreich 1968 in Rouen fuhr Schlesser erstmals einen Formel-1-Wagen, den Honda RA302. John Surtees hatte den Wagen vorher getestet und weigerte sich, ihn in Rouen zu fahren. Er hielt den Wagen für zu unausgereift. In der dritten Runde verlor Schlesser an letzter Stelle die Kontrolle über den Wagen, rutschte eine Böschung entlang und überschlug sich. Das Fahrzeug fing Feuer, und 200 Liter auslaufendes Benzin entzündeten sich. Das Magnesiumfahrgestell gab dem Feuer zusätzliche Nahrung. Jo Schlesser verbrannte. Der Honda RA302 war nicht erprobt und galt wegen seiner Konstruktion und der verwendeten Materialien als gefährlich. Nach diesem Unfall wurde in Rouen kein weiteres Grand-Prix-Rennen ausgetragen.

## Sonstiges
Schlessers Neffe Jean-Louis Schlesser nahm 1988 am Formel-1-Grand-Prix in Monza teil, fuhr von 1988 bis 1991 für Sauber-Mercedes erfolgreich Sportwagenrennen und gewann mehrfach die Rallye Dakar. Guy Ligier, Rennfahrer, Rennstallbesitzer und später Autofabrikant, versah zum Gedenken an Schlesser jedes Rennfahrzeug, das vom Formel-1-Team Équipe Ligier eingesetzt wurde, mit den Initialen Schlessers in der Typenbezeichnung.

## Statistik

### Le-Mans-Ergebnisse
| Jahr | Team                          | Fahrzeug                      | Teamkollege          | Platzierung | Ausfallgrund     |
| ---- | ----------------------------- | ----------------------------- | -------------------- | ----------- | ---------------- |
| 1957 | Automobiles Deutsch et Bonnet | DB HBR                        | Jean-Claude Vidilles | Ausfall     | Unfall           |
| 1960 | North American Racing Team    | Ferrari 250 GT SWB California | William Sturgis      | Ausfall     | Motorschaden     |
| 1963 | Aston Martin Lagonda Ltd.     | Aston Martin DP214            | William Kimberly     | Ausfall     | Motorschaden     |
| 1964 | Ford Motor Company            | Ford GT40                     | Richard Attwood      | Ausfall     | Unfall           |
| 1965 | Ford France S.A.              | Shelby Cobra Daytona          | Allen Grant          | Ausfall     | Kupplungsschaden |
| 1966 | Matra Sports SARL             | Matra MS620                   | Alan Rees            | Ausfall     | Unfall           |
| 1967 | Ford France S.A.              | Ford GT40 Mk.IIB              | Guy Ligier           | Ausfall     | Unfall           |

### Sebring-Ergebnisse
| Jahr | Team                 | Fahrzeug                   | Teamkollege   | Platzierung            | Ausfallgrund |
| ---- | -------------------- | -------------------------- | ------------- | ---------------------- | ------------ |
| 1964 | Ford of France       | Shelby Cobra Roadster      | Phil Hill     | Rang 6                 |              |
| 1965 | Shelby-American Inc. | Shelby Cobra Daytona Coupe | Bob Bondurant | Rang 4 und Klassensieg |              |

### Einzelergebnisse in der Sportwagen-Weltmeisterschaft
| Saison | Team                                                                     | Rennwagen                              | 1   | 2   | 3   | 4   | 5   | 6   | 7   | 8   | 9   | 10  | 11  | 12  | 13  | 14  | 15  | 16  | 17  | 18  | 19  | 20  | 21  | 22  |
| ------ | ------------------------------------------------------------------------ | -------------------------------------- | --- | --- | --- | --- | --- | --- | --- | --- | --- | --- | --- | --- | --- | --- | --- | --- | --- | --- | --- | --- | --- | --- |
| 1957   | Deutsch & Bonnet                                                         | DB HBR                                 | BUA | SEB | MIM | NÜR | LEM | KRI | CAR |     |     |     |     |     |     |     |     |     |     |     |     |     |     |     |
| 1957   | Deutsch & Bonnet                                                         | DB HBR                                 |     | DNF |     |     |     |     |     |     |     |     |     |     |     |     |     |     |     |     |     |     |     |     |
| 1960   | Jo Schlesser North American Racing Team                                  | Ferrari 250 GT                         | BUA | SEB | TAR | NÜR | LEM |     |     |     |     |     |     |     |     |     |     |     |     |     |     |     |     |     |
| 1960   | Jo Schlesser North American Racing Team                                  | Ferrari 250 GT                         |     |     |     | 11  | DNF |     |     |     |     |     |     |     |     |     |     |     |     |     |     |     |     |     |
| 1962   | Abarth                                                                   | Abarth-Simca 1300 Bialbero             | DAY | SEB | SEB | MAI | TAR | BER | NÜR | LEM | TAV | CCA | RTT | NÜR | BRI | BRI | PAR |     |     |     |     |     |     |     |
| 1962   | Abarth                                                                   | Abarth-Simca 1300 Bialbero             |     |     |     |     |     |     |     |     |     |     |     | DNF |     |     |     |     |     |     |     |     |     |     |
| 1963   | Aston Martin North American Racing Team                                  | Aston Martin DP214 Ferrari 250 GTO     | DAY | SEB | SEB | TAR | SPA | MAI | NÜR | CON | ROS | LEM | MON | WIS | TAV | FRE | CCE | RTT | OVI | NÜR | MON | MON | TDF | BRI |
| 1963   | Aston Martin North American Racing Team                                  | Aston Martin DP214 Ferrari 250 GTO     |     |     |     |     |     |     |     |     |     | DNF |     |     |     |     |     |     |     |     |     |     | DNF |     |
| 1964   | Carroll Shelby International Ford France Ford North American Racing Team | Shelby Cobra Ford GT40 Ferrari 250 GTO | DAY | SEB | TAR | MON | SPA | CON | NÜR | ROS | LEM | REI | FRE | CCE | RTT | SIM | NÜR | MON | TDF | BRI | BRI | PAR |     |     |
| 1964   | Carroll Shelby International Ford France Ford North American Racing Team | Shelby Cobra Ford GT40 Ferrari 250 GTO | 10  | 6   |     |     | 11  |     | 23  |     | DNF | DNF |     |     |     | 8   |     |     |     |     |     | 2   |     |     |
| 1965   | Carroll Shelby International Ford France Sasamotors                      | Shelby Daytona Serenissima             | DAY | SEB | BOL | MON | MON | RTT | TAR | SPA | NÜR | MUG | ROS | LEM | REI | BOZ | FRE | CCE | OVI | NÜR | BRI | BRI |     |     |
| 1965   | Carroll Shelby International Ford France Sasamotors                      | Shelby Daytona Serenissima             | 2   | 4   |     |     |     |     |     |     | 12  |     |     | DNF | 5   |     |     |     | 32  |     |     |     |     |     |
| 1966   | Ford France Matra                                                        | Ford GT40 Matra MS620                  | DAY | SEB | MON | TAR | SPA | NÜR | LEM | MUG | CCE | HOK | SIM | NÜR | ZEL |     |     |     |     |     |     |     |     |     |
| 1966   | Ford France Matra                                                        | Ford GT40 Matra MS620                  |     |     |     |     |     | 5   | DNF |     |     |     |     |     |     |     |     |     |     |     |     |     |     |     |
| 1967   | North American Racing Team Ford France                                   | Ferrari 365P2 Ford GT40                | DAY | SEB | MON | SPA | TAR | NÜR | LEM | HOK | MUG | BRH | CCE | ZEL | OVI | NÜR |     |     |     |     |     |     |     |     |
| 1967   | North American Racing Team Ford France                                   | Ferrari 365P2 Ford GT40                | DNF |     | 6   | DNF | DNF | 10  | DNF |     | 4   |     |     |     |     |     |     |     |     |     |     |     |     |     |
| 1968   | Porsche                                                                  | Porsche 907                            | DAY | SEB | BRH | MON | TAR | NÜR | SPA | WAT | ZEL | LEM |     |     |     |     |     |     |     |     |     |     |     |     |
| 1968   | Porsche                                                                  | Porsche 907                            | 3   |     |     |     |     |     | 2   |     |     |     |     |     |     |     |     |     |     |     |     |     |     |     |